# Dark Delusion
Dark Delusion ist ein US-amerikanisches Filmdrama in schwarz-weiß aus dem Jahr 1947. Regie führte Willis Goldbeck, das Drehbuch schrieben Jack Andrews und Harry Ruskin. Die Hauptrollen spielten Lionel Barrymore, James Craig und Lucille Bremer. Dark Delusion ist der 15. und letzte Film der Dr. Kildare-Serie von Metro-Goldwyn-Mayer und der sechste ohne Dr. Kildare.

## Handlung
Im Blair General Hospital in New York City fördert der renommierte Arzt Dr. Leonard Gillespie den jungen Dr. Tommy Coalt. Dieser ist ein guter Arzt, sein Umgang mit Patienten führt aber immer wieder zu Ärger. Als Dr. Sanford Burson, ein niedergelassener Arzt aus Bayhurst, ihn für eine sechswöchige Abwesenheit um einen Arzt als Vertretung bittet, zögert Dr. Gillespie nicht lange und schickt Dr. Coalt dorthin. Auf dem Weg nach Bayhurst verfährt sich Dr. Coart und fragt eine junge Frau nach dem Weg. Diese verhält sich sonderbar, sie kann zum Beispiel die Ortsnamen auf der Landkarte, die Dr. Coart ihr gibt, nur lesen, wenn sie auf dem Kopf stehen. Danach erst gibt sie ihm die Auskunft. Kaum in der Praxis angekommen, wird Dr. Coalt in das Haus von Wyndham Grace, dem einflussreichsten Mann in Bayhurst, gerufen. Dessen Tochter Cynthia verhält sich seit einiger Zeit äußerst ungewöhnlich. Dr. Evans Biddle, der Hausarzt der Familie, hat Schizophrenie bei ihr diagnostiziert und will sie nun in eine Anstalt einliefern lassen. Dazu benötigt er aber die Unterschrift eines zweiten Arztes, um die er Dr. Coart bittet. Als er Cynthia vorgestellt wird, erkennt Dr. Coart in ihr die Frau, die ihm den Weg gezeigt hatte. Obwohl sie sich weiterhin seltsam verhält, zweifelt er die Diagnose an, kann aber keinen Grund für ihr Verhalten angeben. Dazu empfiehlt er, sie nicht weiter wie bisher in ihrem Zimmer einzusperren, obwohl sie am Morgen ausgerissen war. Walters, den Chauffeur von Grace, der ihn zum Ehepaar Selkirk, seinen nächsten Patienten, bringt, kann er überzeugen, dass er sich um Cynthia sorgt. Er bittet ihn, sie im Auge zu behalten. Die Selkirks haben gerade erst ein Baby adoptiert und benötigen nun ärztliche Atteste für die Adoptionsbehörde. Er untersucht Frau Selkirk; bei ihr ist alles in Ordnung. Ihr Mann Teddy ist verreist. Dann wird er telefonisch von Walters in das örtliche Kaufhaus gerufen. Cynthia hat dort Parfüm und Handschuhe gestohlen. Darauf angesprochen kann sie sich nur schwer erinnern, meint dann aber, dass sie das Parfum nicht mag und ihr die Handschuhe nicht passen.
Bei ihrer Geburtstagsfeier kommt Cynthia nicht mit den Gästen zurecht und zieht sich wegen Kopfschmerzen in ihr Zimmer zurück. Als sie sich dort eine Zigarette anzündet, setzt sie versehentlich einen Vorhang in Brand ohne es zu merken. Während das Feuer gelöscht wird, flieht sie zu Dr. Coart in die Praxis, wo sie Aufnahme findet. Am nächsten Morgen kommt Teddy Selkirk mit einem medizinischen Untersuchungsergebnis, das er während seiner Abwesenheit hat machen lassen. Dr. Coart bemerkt aber schnell, dass das Dokument nicht über Selkirk sein kann. Selkirk verweigert eine Untersuchung und verlässt die Praxis. Kurz darauf kommt Wyndham Grace auf der Suche nach seiner Tochter vorbei. Von Dr. Coart erfährt er, dass Cynthia in Sicherheit ist und weiter untersucht werde. Dr. Coart hält sich aber an sein Versprechen, niemandem zu sagen, wo Cynthia sich aufhält. Der verärgerte Grace setzt Dr. Coart daraufhin eine Frist von 24 Stunden und geht wieder. Er beschwert sich aber telefonisch bei Dr. Gillespie darüber. Dieser reist daraufhin nach Bayhurst. Zusammen mit Dr. Coart untersucht er Cynthia kurz, macht diesem aber auch klar, dass er nicht nur seine Zulassung verlieren könne, sondern ihm auch eine längere Haftstrafe drohe, wenn er nicht bald Fortschritte erzielen wird. Mit einem kurzen Hinweis, dass er der Diagnose Dr. Coarts zustimme, kehrt er wieder nach New York zurück. Einem Hinweis Dr. Gillespies folgend befragt Dr. Coart Cynthia unter Einsatz von Narcosynthese. Dabei erfährt er, dass sie vor ein paar Monaten einen Reitunfall hatte, der zu leichten Kopfverletzungen und später zu Kopfschmerzen geführt hat. Einen Arzt hatte sie deswegen aber nicht aufgesucht. Zu weiteren Untersuchungen fährt er mit ihr in ein Krankenhaus.
Als der ahnungslose Wyndham Grace erneut in Dr. Bursons Praxis kommt, findet er dort nur Dr. Lee vor, der ihm aber auch nicht weiterhilft. Daraufhin setzt Grace einen Privatdetektiv auf Dr. Coart und Cynthia an, doch auch der findet beiden nicht. In der Praxis erfährt Dr. Lee unterdessen von Teddy Selkirk warum dieser eine Untersuchung fürchtet. Er ist überzeugt, an einer Herzkrankheit zu leiden, die die Adoption unmöglich machen würde. Dr. Lee kann ihn aber überzeugen, dass diese Krankheit längst verheilt ist. Wochen später sucht Dr. Coart Wyndham Grace auf und kann ihm die geheilte und sich wieder völlig normal verhaltende Lucille präsentieren. Sie hatte sich bei dem Reitunfall ein Blutgerinnsel im Kopf zugezogen, dass Dr. Coart operativ entfernt hat. Wieder zurück im Blair General wird Dr. Coarts von Dr. Biddle, Dr. Burson und Wyndham Grace besucht. Da sich Dr. Biddle zur Ruhe setzen will, bieten die drei ihm an, als zweiter Arzt in Dr. Bursons Praxis zu arbeiten.

## Hintergrund
Dark Delusion war der letzte Film der Kildare-Gillespie-Serie, was auch darauf zurückgeführt wird, dass der Film Verlust machte. Allerdings deuteten die Kritiken der Variety und der New York Times schon vor beziehungsweise am Tag nach der Premiere des Films an, dass MGM die Serie beenden wolle.

### Besetzung und Technischer Stab
Dark Delusion war der erste dramatische Film, in dem Lucille Bremer eine wichtige Rolle hatte. Davor war sie nur in Tanzfilmen aufgetreten. Für George Reed war es laut der Internet Movie Database der letzte Film in seiner Karriere.
Für das Szenenbild in Dark Delusion waren Cedric Gibbons und Stan Rogers sowie Edwin B. Willis verantwortlich. Die Kostümbildnerin war Irene.

### Dreharbeiten
Dark Delusion wurde zwischen Mitte Oktober und Anfang Dezember 1946 gedreht.

### Erstaufführung
Die Uraufführung von Dark Delusion fand am 25. Juni 1947 in New York statt. Der Film wurde von Metro-Goldwyn-Mayer vertrieben. Eine deutschsprachige Version des Filmes gibt es nicht.

## Rezeption

### Kritiken

#### Zeitgenössische Kritiken
Dark Delusion wurde als guter Film bezeichnet, als routiniert, knapp zufriedenstellend und nicht besonders begeisternd. Die Story ziele sehr auf den Geschmack von Frauen, sie sei dramatisch gesehen aber nie wirklich gut, da sie unlogische Teile enthalte und zu lang sei. Sie halte aber das Interesse wach und werde nicht übermäßig anspruchsvollen Zuschauern gefallen. Da MGM abgekündigt habe, die Serie zu beenden, weil es nicht mehr viele Geschichten, die in einem Krankenhaus spielen könnten, gebe, sei es auch nicht überraschend, dass die Folge vor allem in einer Privatpraxis spiele.
Lucille Bremer liefere ein zurückhaltendes und überzeugendes Porträt ab und zeige eine solide Leistung in der inhaltsreichsten Rolle ihrer Karriere. James Craig sei hervorragend in seinem ersten Film nach der Entlassung aus dem Militärdienst und stelle seine Figur angemessen dar. Die aus den früheren Folgen bekannten Darsteller seien (abgesehen von Lew Ayres und Nat Pendleton) in ihren gewohnten Rollen zu sehen und spielen sie gut, allen voran Lionel Barrymore.

#### Moderne Kritiken
Paul Mavis fand Dark Delusion enttäuschend und meinte, die Serie wäre keinen Augenblick zu früh beendet worden. Es sei ein grober Fehler gewesen, die Geschichte statt im Blair General in ländlicher Umgebung spielen zu lassen. Dazu werde auch auf die üblichen Gags verzichtet, was die Story in ein ödes Durcheinander stürze. Die mageren Leistungen von Lucille Bremer und dem hölzern agierenden James Craig helfen auch nicht. Leonard Maltin gab zwei von vier Punkten für die „langweilige Folge“.